# Nuoto ai Giochi della XXXII Olimpiade - 10 km femminili
La gara di nuoto della maratona di 10 km femminile dei Giochi della XXXII Olimpiade di Tokyo è stata disputata il 4 agosto 2021 nella zona del parco marino di Odaiba a partire dalle ore 06:30 (UTC+9). Vi hanno partecipato 25 atlete provenienti da 23 nazioni. La competizione è stata vinta dalla nuotatrice brasiliana Ana Marcela Cunha, mentre l'argento e il bronzo sono andati rispettivamente all'olandese Sharon van Rouwendaal e all'australiana Kareena Lee.

## Risultati
| Pos.    | Atleta                   | Nazionalità   | Tempo     | Distacco |
| ------- | ------------------------ | ------------- | --------- | -------- |
| Oro     | Ana Marcela Cunha        | Brasile       | 1h59'30"8 | -        |
| Argento | Sharon van Rouwendaal    | Paesi Bassi   | 1h59'31"7 | +0'0"9   |
| Bronzo  | Kareena Lee              | Australia     | 1h59'32"5 | +0'1"7   |
| 4       | Anna Olasz               | Ungheria      | 1h59'34"8 | +0'4"0   |
| 5       | Leonie Beck              | Germania      | 1h59'35"1 | +0'4"3   |
| 6       | Haley Anderson           | Stati Uniti   | 1h59'36"9 | +0'6"1   |
| 7       | Ashley Twichell          | Stati Uniti   | 1h59'37"9 | +0'7"1   |
| 8       | Xin Xin                  | Cina          | 2h00'10"1 | +0'39"3  |
| 9       | Lara Grangeon            | Francia       | 2h00'57"3 | +1'26"5  |
| 10      | Finnia Wunram            | Germania      | 2h01'01"9 | +1'31"1  |
| 11      | Samantha Arévalo         | Ecuador       | 2h01'30"6 | +1'59"8  |
| 12      | Cecilia Biagioli         | Argentina     | 2h01'31"7 | +2'00"9  |
| 13      | Yumi Kida                | Giappone      | 2h01'40"9 | +2'10"1  |
| 14      | Rachele Bruni            | Italia        | 2h02'10"2 | +2'39"4  |
| 15      | Anastasiya Kirpichnikova | ROC           | 2h03'17"5 | +3'46"7  |
| 16      | Paula Ruiz               | Spagna        | 2h03'17"6 | +3'46"8  |
| 17      | Angélica André           | Portogallo    | 2h04'40"7 | +5'09"9  |
| 18      | Kate Sanderson           | Canada        | 2h04'59"1 | +5'28"3  |
| 19      | Alice Dearing            | Gran Bretagna | 2h05'03"2 | +5'32"4  |
| 20      | Paola Pérez              | Venezuela     | 2h05'45"0 | +6'14"2  |
| 21      | Michelle Weber           | Sudafrica     | 2h06'56"5 | +7'25"7  |
| 22      | Krystyna Panchishko      | Ucraina       | 2h07'35"1 | +8'04"3  |
| 23      | Chantal Liew             | Singapore     | 2h08'17"9 | +8'47"1  |
| 24      | Špela Perše              | Slovenia      | 2h08'33"0 | +9'02"2  |
| 25      | Souad Cherouati          | Algeria       | 2h17'21"6 | +17'50"8 |